# Prostituzione nell'antica Roma

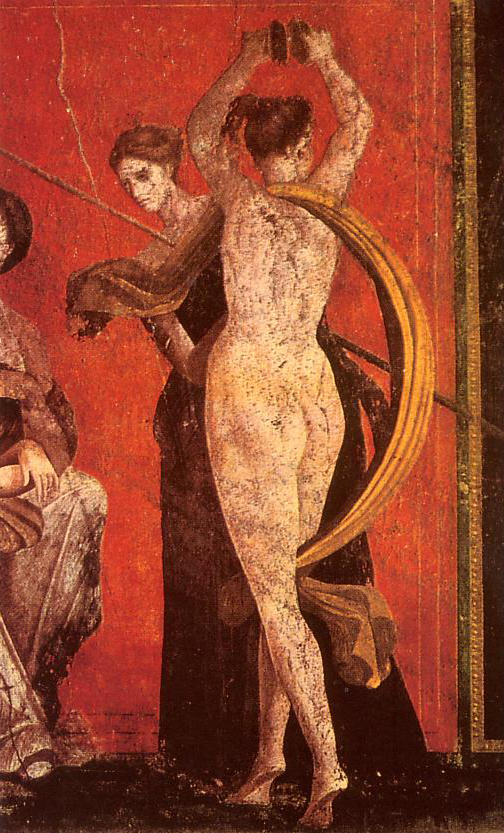
Danza in nudità, Villa dei misteri a Pompei antica.

La prostituzione nell'antica Roma era legale e autorizzata; anche gli uomini romani di più alto status sociale erano liberi d'impegnarsi in incontri con persone che esercitavano la prostituzione, sia femmine sia maschi, senza alcun pericolo d'incorrere nella disapprovazione morale. Tutto questo purché avessero dimostrato autocontrollo e moderazione nella ricerca del piacere sessuale.
Allo stesso tempo, però, le prostitute cadevano nella vergogna sociale: la maggior parte di loro erano schiave o ex schiave (liberti) o, se di nascita libera come cittadini romani, erano stati relegati alla condizione di infamia, persone cioè totalmente mancanti di qualsivoglia posizione sociale e deprivate della maggior parte delle protezioni concesse a chi possedeva i requisiti di cittadinanza dal diritto romano; status questo condiviso dai gladiatori e da chi lavorava nel teatro latino, ossia gli attori i quali però a loro volta esercitavano un certo fascino sensuale.
Alcuni tra i più grandi bordelli nel IV secolo, quando l'impero romano si convertì ufficialmente al cristianesimo, sembrano esser stati visitati in qualità di attrazioni turistiche dopo essere stati incamerati tra le proprietà dello stato.
La Letteratura latina fa spesso riferimento più o meno esplicito all'esercizio della prostituzione. Alcuni storici, come ad esempio Tito Livio e Tacito menzionano certe prostitute che erano riuscite ad acquisire col tempo un certo grado di rispettabilità attraverso atti patriottici o la pratica dell'
evergetismo. La classe più alta di meretrici, la cortigiana accompagnatrice, è un personaggio tipo presente già nella commedia di Tito Maccio Plauto, che è stata a sua volta ampiamente influenzata dai modelli greci.
Le poesie di Catullo, Orazio, Ovidio, Marziale e Giovenale, nonché il Satyricon di Petronio Arbitro, offrono scorci di satira sulla realtà quotidiana in cui erano costrette a vivere le prostitute; oltre ad esser documentate dalle disposizioni di diritto romano che regolavano la prostituzione e dalla varietà di iscrizioni ritrovate, in particolare i graffiti di Pompei antica.
L'arte erotica a Pompei e Ercolano, proveniente soprattutto dagli scavi archeologici di Pompei, comprende anche la vita nel bordello ed ha con ciò anche contribuito all'evoluzione delle opinioni scientifiche in materia di prostituzione.

## Le prostitute

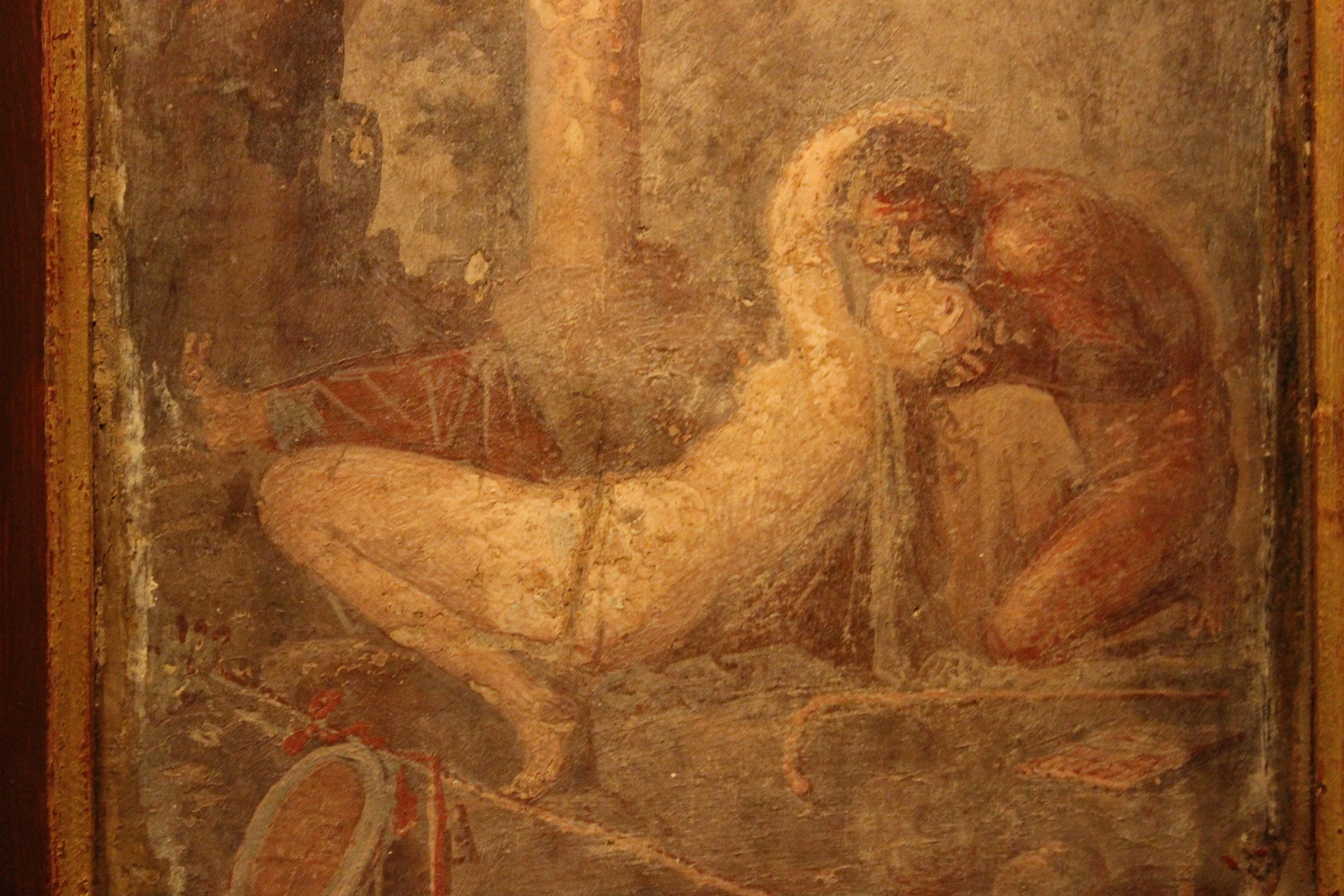
Affresco erotico del I secolo conservato al museo archeologico nazionale di Napoli.

Anche se erano sia le donne sia gli uomini a praticare la prostituzione, vi è la prova documentale che la pratica della prostituzione femminile fosse più ampia. Una prostituta poteva in certi casi essere autonoma e affittare una camera per il lavoro.
Una "ragazza" (puella, un termine usato in poesia come sinonimo di "fidanzata" o meretrice e non necessariamente una designazione di età) poteva convivere con una ruffiana o "madame" (Lena, da cui deriva lenocinio) o anche mettersi in affari sotto la gestione di sua madre, anche se il termine mater poteva a volte essere un mero eufemismo per Lena. Questi accordi suggeriscono il ricorso alla prostituzione da parte delle donne nate libere ma in uno stato di disperato bisogno finanziario, e tali prostitute possono essere stati considerate relativamente di maggiore notorietà rispetto alle altre.
Le prostitute potevano però anche lavorare fuori di casa in un bordello o taverna per un magnaccia (leno) il quale aveva il compito di procurare la clientela. La maggior parte delle prostitute sembrano essere state in ogni caso delle schiave o ex schiave.
Alcune prostitute professionali, forse da confrontabili con l'etera greca, coltivavano - tramite le loro assidue frequentazioni - patroni d'élite e potevano anche diventare abbastanza ricche in un breve lasso di tempo. Si suppone che il dittatore Lucio Cornelio Silla abbia costruito la sua intera fortuna sulla ricchezza lasciatagli da una prostituta nel proprio testamento.
Solitamente si presumeva che anche gli attori e i ballerini fossero disponibili per fornire prestazioni sessuali a pagamento, e le cortigiane i cui nomi sono sopravvissuti nel ricordo storico a volte erano del tutto indistinguibili dalle attrici e da altri tipi di artisti. Al tempo di Marco Tullio Cicerone la cortigiana Citeride era un'ospite assai gradita per le cene al più alto livello della società romana: affascinanti, con spiccate doti artistiche ed istruite, queste donne hanno contribuito ad un nuovo standard romantico per i rapporti uomo-donna, che Ovidio e altri poeti dell'età augustea descrivono e articolano ampiamente nelle loro opere poetiche di elegia erotica.

### Abbigliamento e aspetto
Le prostitute erano le uniche donne romane che portavano la toga, un capo formale che altrimenti solo ai cittadini di sesso maschile era consentito di indossare. Questo oltrepassamento dei confini di genere è stato interpretato in vari modi. Le cortigiane in privato indossavano poi costosi abiti sgargianti di seta trasparente.
Alcuni passaggi di vari autori romani sembrano indicare che le prostitute di più bassa estrazione si mostrassero per lo più nude al cliente di turno. La nudità è stata sempre associata nella società romana con lo stato di schiavitù, come un'indicazione cioè che la persona è stata letteralmente spogliata della privacy e della proprietà del proprio corpo. Un passaggio tratto dagli scritti di Lucio Anneo Seneca descrive la condizione di prostituta come quella di una schiava pronta per la vendita: "Nuda si trovava sulla riva, a piacere dell'acquirente; ogni parte del suo corpo è stato esaminato e soppesato. Vuoi ascoltare il risultato della vendita? Il pirata ha venduto; il protettore acquistato, che lui la possa utilizzare come una prostituta."
Nel già citato Satyricon il narratore racconta come egli "vide alcuni uomini aggirarsi furtivamente tra le file delle prostitute nude." L'autore satirico Decimo Giunio Giovenale descrive invece una prostituta come ritta in piedi e nuda "con capezzoli dorati" all'ingresso sua camera. L'aggettivo nudus, però, può anche significare "a vista" o spogliato del proprio solito abbigliamento esterno, e le pitture murali erotiche di Pompei ed Ercolano mostrano donne e presunte prostitute che indossano l'equivalente romano di un reggiseno, anche mentre è in corso il rapporto sessuale.

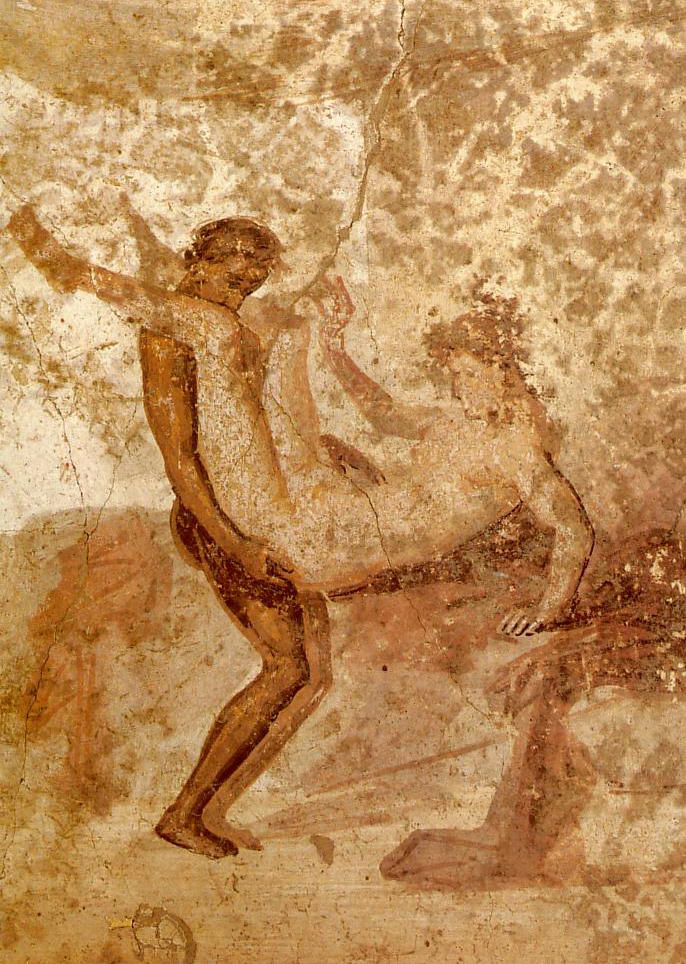
Scena sessuale da un murale pompeiano.

## Prostituzione forzata
La maggior parte delle prostitute erano come detto schiave o liberte, è quindi assai difficoltoso determinare la volontarietà o meno del loro mestiere. Poiché gli schiavi erano considerati mera proprietà privata del padrone il quale poteva legalmente impiegarle come prostitute. Lo storico I secolo Valerio Massimo presenta una complicata storia di "psicologia sessuale" in cui un liberto era stato costretto dal suo proprietario a prostituirsi durante tutto il tempo passato come uno schiavo; il liberto uccide in seguito la propria giovane figlia quando ella perde la verginità col suo tutore.
Sebbene lo stupro fosse un crimine a Roma, la legge puniva solamente la violenza sessuale commessa su una schiava solo se ciò avesse "danneggiato la merce", dal momento che uno schiavo non aveva la legittimazione ad agire come una persona. La pena è stata finalizzata a fornire la compensazione al proprietario per il "danno" subito dalla sua proprietà.
Ci sono alcune prove indicanti che le prostitute schiave potessero trarre beneficio dal loro lavoro; in termini generali gli schiavi potevano guadagnare il proprio denaro vendendo le loro abilità o prendere un profitto dalla conduzione degli affari del loro proprietario.
A volte il venditore di una schiava si serviva di una clausola allegata ai documenti di proprietà per impedirle di essere prostituita; ciò significava che se il nuovo proprietario o qualsiasi altro proprietario successivamente avesse utilizzato la schiava come prostituta essa sarebbe stata di conseguenza liberata d'ufficio dalla propria condizione.
Una legge di Augusto ha permesso che le donne colpevoli di adulterio potessero essere condannate alla prostituzione forzata nei bordelli. La legge è stata abolita nel 389.

## Regolamentazione

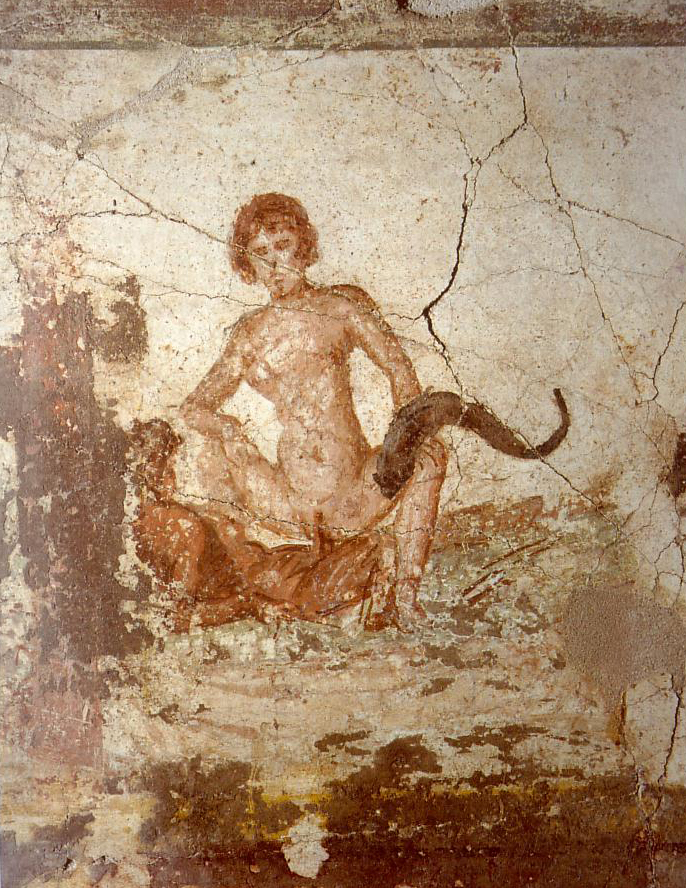
Scena sessuale con donna sopra (Venus pendula) alle Terme Suburbane di Pompei.

La prostituzione è stata regolata in una certa misura, non tanto per ragioni morali ma quanto per massimizzarne il profitto. Le prostitute dovevano registrarsi presso l'ufficio dell'edile dando il proprio vero nome, l'età, il luogo di nascita e lo pseudonimo sotto il quale intendevano esercitare.
Se la ragazza era giovane ed apparentemente rispettabile, il funzionario aveva facoltà di cercare d'influenzarla per farle cambiare idea; in mancanza di ciò le rilasciava la licenza (licentia stupri), accertare il prezzo con cui intendeva impegnarsi a vendere i suoi favori, infine far entrare il suo nome nella lista delle professioniste. Una volta entrate nel giro, il nome poteva non essere più rimosso, rimanendo così per sempre un ostacolo insormontabile al pentimento ed al ritorno ad una condizione di rispettabilità.
L'imperatore Caligola inaugurò una tassa sulle prostitute, il "vectigal ex capturis", come imposta di stato, facendo riscuotere una parte delle tariffe che ognuna guadagnava con i clienti. Vi era anche una clausola aggiunta alla legge regia che imponeva alle donne che avevano praticato la prostituzione e agli uomini che ne avevano esercitato la procura di essere classificati pubblicamente. Alessandro Severo ha mantenuto questa legge, disponendo che tali entrate dovessero essere utilizzate per la manutenzione degli edifici pubblici, in quanto non potevano contaminare il tesoro dello Stato.
La tassa non venne abolita fino al tempo di Teodosio I, ma il merito reale spetta ad un ricco patrizio di nome Florenzio, che fortemente censurò questa pratica davanti all'imperatore, offrendo in cambio la sua proprietà per colmare il deficit che le mancate entrate al momento della sua abrogazione avrebbero prodotto.

## Bordelli
I bordelli nell'antica Roma sono conosciuti primariamente attraverso le fonti letterarie, ma anche dai cataloghi regionari e dalla comparazione delle testimonianze archeologiche presenti a Pompei. Un bordello veniva comunemente chiamato lupanarium-casa delle lupe (da lupa, slang per prostituta) o fornice, termine generico per indicare uno spazio a volta o una cantina.
Secondo i Regionari i lupanari si erano concentrati sul Regio II Caelimontium  delle 14 regioni di Roma augustea ed in particolare nella suburra che rasentava le mura cittadine, tra le Carinae e la valle tra il colle Celio e l'Esquilino.
Il grande mercato (macellum magnum si trovava all'interno di questo quartiere, insieme a molti negozi di alimentari e bancarelle, barbieri, l'ufficio del boia, oltre alla caserma per i soldati stranieri acquartierati a Roma. Il Regio II è stata una delle zone più frequentate e densamente popolate dell'urbe, una posizione ideale per il proprietario di un bordello; l'affitto procurato da un bordello era una legittima fonte di reddito.
I bordelli regolari, maggiormente popolari, sono descritti come estremamente sporchi, con forti odori caratteristici persistenti, spazi poco ventilati ripieni dal fumo delle lampade, come notato in tono d'accusa dallo stesso Seneca: "puzzi ancora della fuliggine del bordello"
Alcuni bordelli aspiravano invece ad una clientela di più alto livello, con parrucchieri per donna che erano a disposizione per riparare i danni compiuti dai frequenti conflitti amorosi, mentre i ragazzi dell'acqua (acquarioli) attendevano all'ingresso con ciotole per lavare i piatti.
Le case in licenza sembrano essere state di due tipi: quelli di proprietà e gestiti da un magnaccia-leno o da una signora-lena e quelli in cui questi ultimi erano solo degli agenti che riscuotevano l'affitto delle camere messe a disposizione oltre ad agire come fornitori per gli affittuari. Nel primo caso il proprietario teneva un segretario (villicus puellarum) o un sorvegliante per le ragazze; questo responsabile, assegnato il nome alla donna ne fissava i prezzi, riceveva il denaro e la riforniva di abbigliamento ed altre necessità. Era anche precipuo dovere del villicus fare da cassiere, per tenere conto di quanto ogni ragazza aveva guadagnato: a seconda dei conti del bordello se ne adattava la tassa.
Anche le decorazioni murali erano in sintonia con l'oggetto per il quale la casa era stata predisposta, basta vedere a tal riguardo i resti dell'arte erotica a Pompei e Ercolano. Sopra la porta di ogni cabina o piccola stanza si trovava un titulus indicante il nome della risiedente e sul quale era segnato il prezzo; il rovescio portava la parola "occupata" e veniva girato durante i periodi di servizio. Il commediografo Plauto parla di una casa un po' meno pretenziosa quando dice: "lasciala scrivere sulla porta che è occupata".
La piccola stanza solitamente conteneva una lampada (di bronzo o, nei casi più infimi, di argilla) e un lettino sul quale veniva stesa una trapunta simile a una coperta e talvolta impiegata anche come tendaggio. Le tasse registrate a Pompei andavano dai 2 ai 20 assi, moneta di rame o bronzo di valore relativamente basso.

## Altre località
Gli Archi sotto il circo erano una delle mete preferite per le prostitute e i potenziali clienti. Questa specie di tane sono state chiamate fornix, da cui deriva anche la parola fornicazione. Le taverne e le locande, case-alloggio, negozi vari tra i quali panetterie e mulini hanno giocato un ruolo di primo piano nel mondo della malavita di Roma.
Le taverne sono state generalmente considerate dai magistrati come bordelli e le cameriere erano considerate di conseguenza dalla legge.

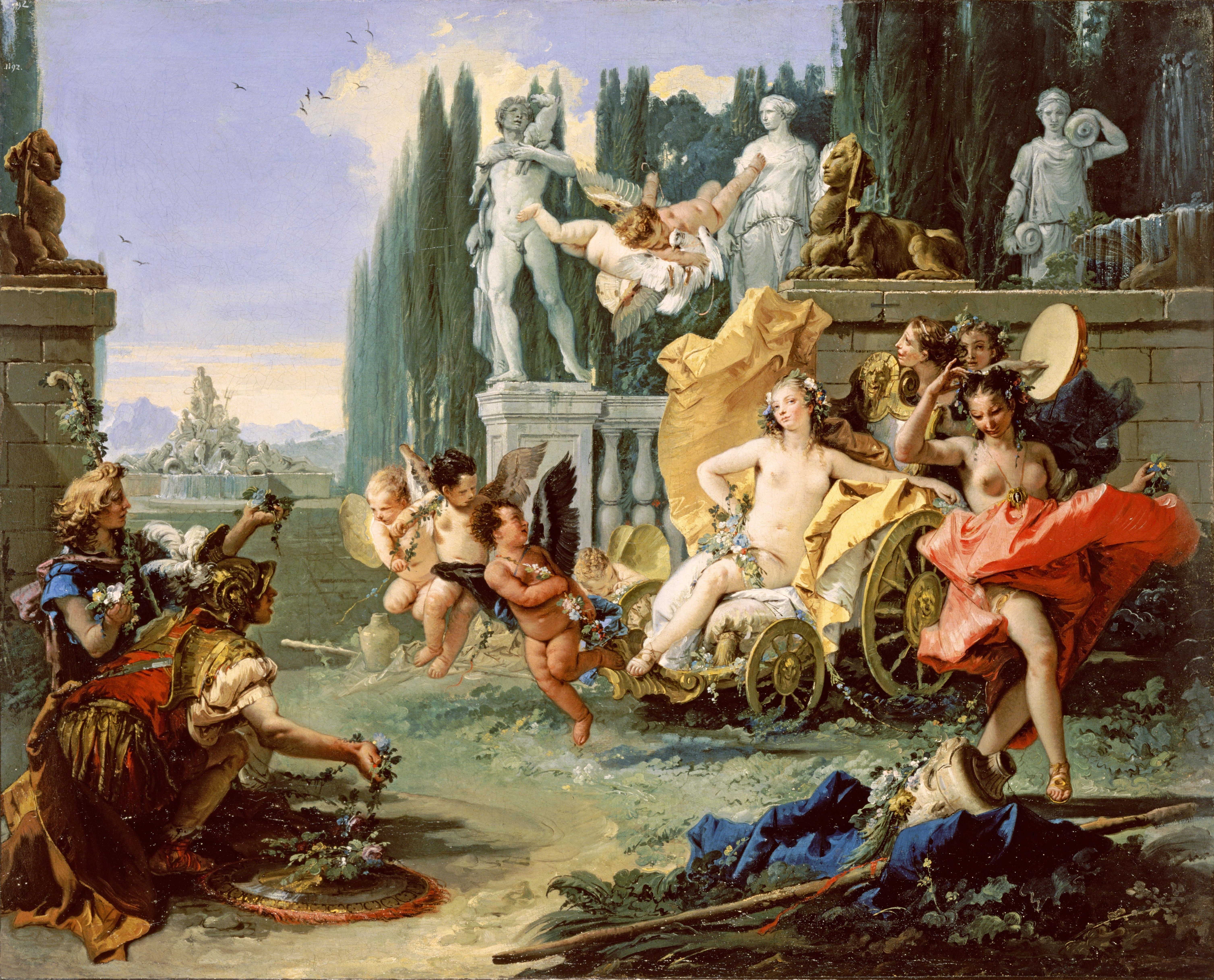
Il Trionfo di Flora (ca. 1743), un esempio di barocco italiano, interpretazione basata sul racconto che Ovidio fa del Floralia, di Giovanni Battista Tiepolo

## Prostituzione e religione
Le prostitute ebbero un loro ruolo anche in diverse osservanze della religione romana, soprattutto durante il mese di aprile. Il primo del mese le donne onoravano la Fortuna virilis; era il giorno della veneralia, un festival dedicato a Venere. Secondo Publio Ovidio Nasone qui le prostitute si univano alle donne sposate (le matronae nella purificazione rituale e nel successivo rivestimento della statua di culto della "Fortuna virile".
Di solito la linea di demarcazione tra donne rispettabili ed infames veniva accuratamente segnata: quando una sacerdotessa si metteva in viaggio lungo la strada, era accompagnata dagli addetti che spostavano di lato le prostitute assieme a tutte le altre "impurità" per allontanarle dal suo percorso.
Il 23 di aprile le prostitute mandavano offerte al Tempio di Venere Ericina (Quirinale) che era stato dedicato nel 181 secolo a.C., così come anche al secondo tempio a Roma dedicato alla Venere di Erice (Eryx) in Sicilia, una dea strettamente associata con le prostitute, il Tempio di Venere Ericina (Campidoglio). La data coincideva con il vinalia, una festa dedicata al vino e con i lenonii pueri celebrati il giorno 25, lo stesso giorno della Robigalia, una festa agricola arcaica volta a tutelare i raccolti del grano.
Il 27 di aprile infine si svolgeva la floralia, una sagra in onore della dea Flora ed introdotto all'incirca nel 238 a.C; caratterizzato da un ballo erotico esotico e da uno spogliarello dalle donne caratterizzate come prostitute, secondo le regole ferree della sessualità nell'antica Roma. A seconda di quanto ne riporta lo scrittore cristiano Lattanzio "oltre alla libertà di parola che sgorga come oscenità le prostitute, a seguito delle insistenze della plebe, cominciano a togliersi i vestiti agendo come mimi in piena vista della folla, e tutto ciò continua fino alla completa sazietà degli spettatori senza alcuna vergogna.
Decimo Giunio Giovenale si riferisce anche alla danza dello spogliarello in completa nudità e forse anche a casi in cui alcune prostitute hanno finito per cimentarsi nei combattimenti gladiatorii.

## Note

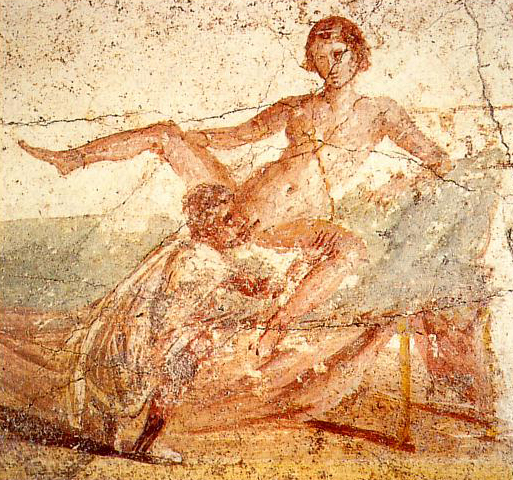
Cunnilingio di un uomo su una donna.